# Catherine Bauer Wurster
Catherine Krause Bauer Wurster (Elizabeth, 11 de mayo de 1905 - Mount Tamalpais, 21 de noviembre de 1964) fue una planificadora urbana y defensora de la vivienda pública de Estados Unidos. Fue miembro de los "housers," un grupo de planificadores que abogaban por la vivienda asequible para familias de bajos ingresos, lo que cambió radicalmente la práctica de la vivienda social y la ley en los Estados Unidos.

## Trayectoria
Después de pasar un año como estudiante de arquitectura en la Universidad de Cornell, se trasladó a Vassar College, de la cual se graduó en 1926. Pocos años después, Bauer Wurster ya vivía en Nueva York. En ese entonces las ciudades mostraban la estratificación socioeconómica que vislumbraba la Gran Depresión. A raíz de esta situación comenzó a cuestionar los estándares de vivienda americanos inspirada por el éxito de la políticas sociales europeas y el surgimiento del Movimiento Moderno arquitectónico, ya que tuvo la posibilidad de vivir en Europa por un año. Escribió varios artículos, unos de los cuales fue publicado por The New York Times Magazine en 1928, lo que la llevó a trabajar con Harcourt Brace y a conocer al urbanista Lewis Mumford, quien le presentó a la Asociación Regional de Planificación de América.
Durante 1931, Catherine Bauer asistió a Philip Johnson en la curaduría de la exposición Modern Architecture: International Exhibition que tuvo lugar en 1932 en el Museo de Arte Moderno de la Ciudad de Nueva York y además supervisó la sección de vivienda. La exhibición fue uno de los tantos acontecimientos que permitió generar las condiciones para la introducción del International Style en Estados Unidos y la aprobación de la Ley de Vivienda de 1937.
En 1932 realizó otro viaje Europa, esta vez en compañía de Lewis Munford, para continuar con sus investigaciones sobre las tendencias de la vivienda social, la cual se sintetizó en Modern Housing (1934). Este fue el primer análisis transversal, comparativo y exhaustivo de este tipo sobre viviendas escrito por un estadounidense. Utilizó las estadísticas, el análisis arquitectónico y sociológico, la observación de primera mano, y los fundamentos de la disciplina entonces naciente de la planificación (a la que Bauer hizo perdurables contribuciones). El libro, un análisis sobre la historia y evolución de la teoría de la vivienda, descripción densa y discusión de algunos de los logros europeos en materia de vivienda y planificación física y social en los años posteriores a la Primera Guerra Mundial, generó una discusión provocativa de las aplicaciones y lecciones que los Estados Unidos podía y debía aprender de la experiencia europea. Profusamente ilustrado, el libro contiene decenas de fotografías de los acontecimientos descritos en el texto, y contenía un anexo detallado que hace referencia a una amplia gama de material de origen multilingüe.

## Activismo
En la compañía de María Simkovitch, Lewis Mumford, Clarence Stein, y muchos otros involucrados en el estudio de la vivienda y la planificación urbana, Bauer encontró el interés común por la relación entre el hombre y su medio ambiente, la preocupación por los más desfavorecidos, y el fervor por la reforma en la política pública y así guio una vida singularmente activa e influyente.
Durante los siguientes años se desempeñó como secretaria ejecutiva de la Asociación de Planificación Regional de América, de la Conferencia de Vivienda para Trabajadores (LHC), y del Comité de Vivienda de la Federación Americana del Trabajo.
Mientras tanto, la situación de la vivienda estadounidense estaba en crisis, con decenas de miles de personas que perdieron sus hogares por la ejecución hipotecaria. Ella comenzó a inclinarse hacia el activismo, diciendo que “los subsidios del gobierno para la vivienda sólo se podían obtener a través de una legislación federal de vivienda.
En Washington, ella colaboró para que lo que se convertiría en la Ley de Vivienda, según lo propuesto por el senador Robert Wagner y el representante Henry B. Steagall, proyecto dirigido a los intereses de los trabajadores y las personas que necesitan una vivienda.
Después de la aprobación de la Ley de Vivienda de los Estados Unidos de 1937, que establece el primer programa de bajo alquiler de viviendas permanentes de este país,  Bauer se desempeñó como Directora de Investigación e Información para la nueva Autoridad de Vivienda Pública de Estados Unidos y como asesora de numerosas agencias federales y locales.

### Enseñanza
En 1950, cuando William Wurster, – su marido- se convirtió en decano de la Escuela de Arquitectura de Berkeley, Catherine Bauer comenzó a dar clases como profesora invitada, y luego consiguió un puesto permanente en el departamento de Ciudad y Ordenación del Territorio de la Universidad, cargo que ocupó hasta su muerte. Durante estos años, ella fue consultora de las Naciones Unidas, viajó, escribió, y asesoró sobre los problemas de vivienda en países en desarrollo, y se desempeñó como asesora del Servicio de Salud Pública de Estados Unidos, la Agencia de Vivienda y Finanzas Hogar y la Oficina del Censo. También ocupó diversos cargos en la Planificación y Asociación Cívica Americana, el Consejo Asesor Democrático, y fue nombrada miembro honorario del Instituto Americano de Planificadores. En 1960, cuando el presidente Eisenhower nombró una Comisión sobre los Objetivos Nacionales, fue invitada para preparar la sección sobre el entorno urbano, que aparece en Goals For Americans.  En 1964, ella colaboró principalmente con la Comisión Asesora del Gobernador de California en Problemas de vivienda.

## Reconocimientos
Fue premiada por la 'American Society of Planning Officials' y el 'American Institute of Planners' por sus contribuciones en el desarrollo de la vivienda social en Estados Unidos, incluyendo su trabajo para la aprobación de la Ley de Vivienda Pública en 1937. Un busto con su figura adorna Robert C. Weaver Federal Building adorna el vestíbulo principal (sur) del edificio.

## Publicaciones
Su bibliografía se compone de más de ochenta artículos, libros y folletos publicados. Algunos son un catálogo de actividades de promoción de la vivienda, otros son comentarios humanistas sobre la arquitectura, las funciones de las ciudades, los estilos de vida urbana. Entre ellas mencionamos: 
- Bauer, Catherine (1934). Modern Housing. Cambridge: Riverside Press.
- Bauer Wurster, Catherine (marzo de 1965). «The Social Front of Modern Architecture in the 1930s». Journal of the Society of Architectural Historians 24 (1): 48-52. JSTOR 988280.

En la Biblioteca Bancroft, de la Universidad de California se pueden encontrar todos sus escritos, cartas, borradores de sus artículos, bibliografía consultada hasta algunos de sus diarios personales, los cuales fueron donados por su marido después de su muerte.